# Alexander Charles Hirtz
Alexander Charles Hirtz, född 1945 i Guayaquil, död 2 juli 2024, var en ecuadoriansk botaniker som specialiserade sig på fröväxter.
Auktorsnamnet Hirtz kan användas för Alexander Charles Hirtz i samband med ett vetenskapligt namn inom botaniken; se Wikipediaartiklar som länkar till auktorsnamnet.